# Воренс (Висконсин)
Воренс (енгл. Warrens) град је у америчкој савезној држави Висконсин.

## Демографија
По попису из 2010. године број становника је 363, што је 77 (26,9%) становника више него 2000. године.
| Група             | 2000.       | 2010.       |
| Белци             | 276 (96,5%) | 342 (94,2%) |
| Афроамериканци    | 0 (0,0%)    | 4 (1,1%)    |
| Азијати           | 0 (0,0%)    | 0 (0,0%)    |
| Хиспаноамериканци | 2 (0,7%)    | 3 (0,8%)    |
| Укупно            | 286         | 363         |